# 庄司良朗

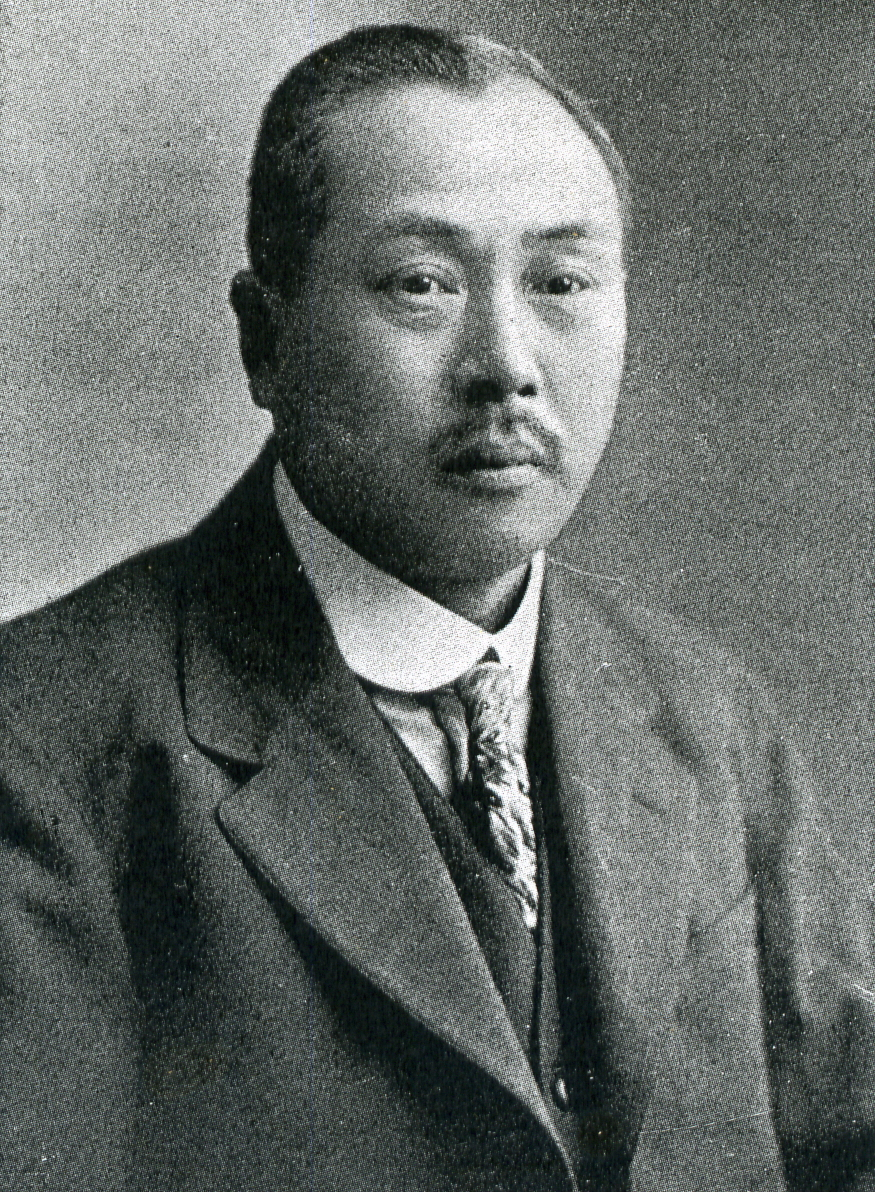
庄司良朗

庄司 良朗（しょうじ よしろう、1879年（明治12年）12月17日 - 1931年（昭和6年）6月22日）は、日本の衆議院議員（立憲政友会）。ジャーナリスト。実業家。

## 経歴
静岡県駿東郡原町（現在の沼津市）出身。静岡中学校を経て、1901年（明治34年）に東京専門学校（現在の早稲田大学）行政科を卒業した。1903年（明治36年）、沼津商業学校教諭となるが、翌年に起こった日露戦争に陸軍近衛歩兵少尉として出征し、中尉に昇進した。その後、1908年（明治41年）に早稲田大学英語科を卒業した。
駿豆新聞社社長兼主筆、東駿銀行監査役、沼津市畜産組合長、東海石炭株式会社社長、静岡朝報社社主などを務めた。また駿東郡会議員、同議長、静岡県会議員、同参事会員に選出された。
1926年（大正15年）、衆議院補欠選挙に出馬し、当選。第16回衆議院議員総選挙・第17回衆議院議員総選挙でも再選を果たした。